# Oronomis xanthothysana
Oronomis xanthothysana är en fjärilsart som beskrevs av George Francis Hampson 1899. Oronomis xanthothysana ingår i släktet Oronomis och familjen Crambidae. Inga underarter finns listade i Catalogue of Life.